# Balanças Marques
A Balanças Marques é uma empresa portuguesa que fabrica balanças comerciais e industriais. Faz parte do Grupo José Pimenta Marques.

## Descrição

### Composição e produtos
A Balanças Marques está integrada no grupo empresarial José Pimenta Marques. Está sedeada no concelho de Braga, com duas unidades no Parque Industrial de Celeirós, possuindo igualmente instalações em Lisboa, em Valencia (Espanha), em Orleães (França), e em Ningbo, na China.
Fabrica equipamentos de pesagem para fins comerciais e industriais, tendo alguns dos seus produtos mais destacados sido a balança BM5 ARM e a báscula PCM M1500, considerados como os melhores do mundo nas suas categorias. Além disso, também comercializa programas informáticos para equipamentos de pesagem, e tem serviços de manutenção e assistência técnica, contando com um laboratório próprio para metrologia, o CallMarques, que presta serviços de calibração. Opera tanto a nível nacional como internacional, embora a esmagadora maioria do seu negócio é feita fora de Portugal. Com efeito, em 2018 registou um volume de negócios global de cerca de 16 milhões de Euros, dos quais 90% foram feitos no estrangeiro. Em 2017, as suas exportações representaram cerca de dois terços do total das vendas de equipamentos de pesagem de Portugal para o estrangeiro. Em 2019, era a única empresa portuguesa e a representante nacional na Associação Europeia de Fabricantes de Equipamentos de Pesagem.

### Responsabilidade social e mecenato
A empresa destacou-se pelos seus elevados valores de responsabilidade social, tendo instaurado várias medidas de apoio aos colaboradores, incluindo prémios de nascimento dos filhos, divisão de parte dos lucros, disponibilização de pacotes de material escolar, e a organização de vários eventos temáticos, por exemplo relativo ao Natal.
A empresa também aposta no mecenato, tendo apoiado várias organizações desportivas, culturais, sociais e educativas, como o Sporting Clube de Braga, o Académico Basket Clube, o banco de sangue do Hospital de Braga, e a associação infantil A Escola da Maria.

## História
A empresa foi fundada em 1967 por José Pimenta Marques. Três anos depois, a sede da empresa foi mudada para o sítio da Garapôa, sendo nessa altura especializada no fabrico de balanças metálicas para a agricultura, do tipo romano. Em 1983, a empresa voltou a mudar de local, para o sítio da Boavista, tendo este período ficado igualmente marcado pela entrada da segunda geração da família Marques na organização. Ao mesmo tempo, a empresa começou a centrar-se mais nos mercados da pesagem para o comércio e indústria. Em 1995 a empresa estava a passar por um franco processo de desenvolvimento e modernização, tendo nesse ano relocalizado as suas instalações para o Parque Industrial de Celeirós, no concelho de Braga, introduzido novos produtos, principalmente as básculas para a pesagem de veículos pesados de mercadorias, e começado um processo de internacionalização.
Nos princípios da Década de 2000, a Balanças Marques continuou a conhecer uma grande expansão apesar da crise económica, tendo em 2003 passado a fazer parte de um conjunto de empresas, o Grupo José Pimenta Marques. Na Década de 2010, prosseguiu o crescimento da empresa, principalmente a nível internacional, tendo sido expandidas e modernizadas as instalações, e aumentado o número de trabalhadores. Em 2011 foi formada a empresa espanhola Balanzas Marques, em 2012 a Balances Marques, em França, e em 2014 a Balanças Marques Brasil. Em 2016 a empresa adquiriu uma unidade fabril no Parque Industrial de Celeirós, que entrou ao serviço em 2017, tendo este processo demorado cerca de dois anos e envolvido um investimento de quatro milhões de Euros.
Em 2019 foi eleita como a melhor companhia de pesagem do mundo nos prémios Weighing Review, e a oitava melhor empresa para trabalhar em Portugal. A sua balança, do modelo BM5 ARM, foi considerada a melhor do mundo na categoria Melhor Balança para Retalho, enquanto que o ETPOS foi escolhido como o melhor programa informático para pesagem, e a báscula PCM M1500, para pesar veículos pesados de mercadorias, recebeu pela sexta vez o prémio de melhor do mundo.. Em 2019, era o maior fabricante nacional de equipamentos de pesagem, tendo nesse ano sido nomeada para um troféu na categoria de Pequena e média empresa, no âmbito dos Troféus Luso-Franceses, da Câmara de Comércio e Indústria Luso-Francesa.